# دریاچه دنس
دریاچهٔ دنس (انگلیسی: Dance Lake) در شمال لیک ویلز، فلوریدا قرار دارد. این دریاچهٔ و اطراف آن تحت حفاظت قرار دارند و اطلاعاتی در مورد ماهی‌های این دریاچه وجود ندارد.